# 西弗
希沃特（國際單位制名稱：sievert；符號：Sv；又称希沃特，简称希）。是一个用来衡量輻射劑量对生物组织的影響程度的国际单位制导出单位，为受辐射等效生物当量的单位。
在地球上都存在天然輻射，有些源自地球大氣層外界，有些可在土壤、礦石中發現些微的天然放射性核素，而空氣及水中亦存在天然放射性氡氣，而人體中也含有天然放射性核素鉀-40等，因此人類生活隨時都會接受到一些輻射。
如果按照國際放射防護委員会的標準，來自非背景輻射的游離輻射，一般人為造成之輻射年劑量規定是不超過1毫希沃特（1 mSv/a），換算就是每小時0.1微希沃特（0.1 µSv/h）。放射性職業工作者一年累積全身受職業照射的上限是20 mSv/a（國際放射防護委員会推薦）。但是偵測環境如果超過20微希沃特，就是緊急狀況。如果人體瞬間接受輻射量超過250毫希沃特，身體就會造成不可見的傷害，超過2希沃特則有致死的可能，超過6希沃特而未經適當醫護，死亡率為百分之百。
地球上普通人受到的累計輻射平均值為每年2.4毫希沃特（mSv，即2.4 (mSv/a)÷365÷24 = 0.274 (µSv/h)），其中氡為1.2毫希沃特，宇宙射線為0.4毫希沃特，大地本底輻射為0.5毫希沃特，食物中攝入0.3毫希沃特。

## 名称
希沃特的國際單位制官方名稱為sievert（字首為小寫），得名於瑞典生物物理學家、輻射防護專家羅爾夫·馬克西米利安·希沃特（Rolf Maximilian Sievert）。於1985年取代之前表示輻射生物当量單位的「侖目」（rem）。
中華民國（台灣）將sievert譯為西弗；香港為希沃特。而按中華人民共和國國家標准《量和單位》（GB 3100-93及GB 3102.10-93）中的規定，sievert則被譯為希沃特，單位項號為10-52.a。
西弗的Unicode為U+33DC ㏜ 。

## 定义
希沃特（符號：Sv）是基本輻射劑量的單位之一，是一个由于人类健康安全防护上的需要而确定的具有专门名称的国际单位制导出单位。为物理量剂量当量（H）、周围剂量当量、定向剂量当量、个人剂量当量的单位。
但希沃特單位表示相當大，所以常會用毫希沃特（mSv）與微希沃特（µSv）來表示，1希沃特等於1000毫希沃特，而1毫希沃特等於1000微希沃特。人類身體所能承受的以輻射場的強度與曝露時間的相乘积計算輻射劑量，因此以“輻射水平”的單位“微希沃特／小時”及“毫希沃特／年”兩種較常見。
定义是用來表示輻射對人體影響的程度，而1希沃特 = 1 焦耳/千克（1 Sv = 1 J/kg）。
换算單位
- 1 Sv = 1000 mSv = 1000000 µSv = 10000 erg/g = 100 rem（1希沃特 = 100 雷姆）
- 1 mSv = 1000 µSv
- 1 µSv/h = 8.76 mSv/a（一年8760小時計算, 1微希/小時 = 8.76毫希/年）
- 1 rem = 10-2 Sv = 100 erg/g（1 雷姆 = 100爾格/克）

## 使用
計量當量的定義為：在要研究的組織中，某點處的吸收劑量D、品質因數Q和其他一切修正因數N的乘積，H=DQN。
具體的生物組織傷害不只取決於能量密度，也和不同的輻射來源、不同生物，或同一生物的不同部分有關。在計算的時候，要額外考慮兩個因子Q和N，然後逐類按質量（dm）積分計算：
{\displaystyle \sum [Q_{i}(\int Sv\times N\times dm)]}

### 品質因數Q
品質因數Q用來區別不同種類的輻射：
- 光子，不论能量：Q = 1
- 电子和μ子，不论能量：Q = 1
- 中子
  - 能量< 10 keV：Q = 5
  - 10 keV <能量< 100 keV：Q = 10
  - 100 keV <能量< 2 MeV：Q = 20
  - 2 MeV <能量< 20 MeV：Q = 10
  - 能量> 20 MeV：Q = 5
- 质子， 能量> 2X106电子伏 ：Q = 5
- α粒子和其他核子：Q = 20

### 修正因數N
修正因數N用來衡量不同器官和生物體受影響的程度和不同生物體：
- 骨髓、大肠、肺、胃：N = 0.12
- 卵巢和睾丸：N = 0.08
- 膀胱, 脑、乳房、肾脏、肝、肌肉、食道、胰腺、小肠、脾脏、甲状腺、子宫：N = 0.05
- 骨质、皮肤：N = 0.01
- 病毒、细菌、原生动物：N ≈ 0.03 ~ 0.0003
- 昆虫：N ≈ 0.1 ~ 0.002
- 软体动物：N ≈ 0.06 ~ 0.006
- 植物：N ≈ 2 ~ 0.02
- 鱼类：N ≈ 0.75 ~ 0.03
- 两栖动物：N ≈ 0.4 ~ 0.14
- 爬行动物：N ≈ 1 ~ 0.075
- 鸟类：N ≈ 0.6 ~ 0.15
- 人类全身：N = 1

例如，人体的肺部受照射1戈瑞的γ射线，则相当于全身受照射0.12希沃特。

## 人體影響
根据国际放射防护委员会制定的标准，辐射总危险度为0.0165／Sv，也就是说，身体每接受1 Sv的辐射剂量，会增加0.0165的致癌几率。
下表為輻射對人體的影響以及相應標準。
| 輻射劑量（mSv） | 影響和標準 |
| 0.001           | 手足X射線照相 |
| 0.001           | 骨密度X射線检查 |
| 0.005-0.01      | 口腔X射線照相 |
| 0.01            | 四肢X射線照相 |
| 0.02-0.1        | 做一次X射線胸部攝片的劑量。另说为0.9 mSv |
| 0.2             | 乘飛機從東京到紐約之間往返一次的劑量（宇宙射線和飛行高度有關）。 |
| 0.4             | 筛查乳腺癌的钼靶检查（MAMMOGRAM） |
| 0.54            | 腹部X射線照相 |
| 0.66            | 骨盆X射線照相 |
| 1.0             | 一般公衆一年工作所受人工放射劑量（ICRP推薦） 從事輻射相關工作的婦女從被告知懷孕到臨產所受人工放射劑量上限。                                                                |
| 1.2             | 與1天平均吸1.5盒（30支）紙煙同居的被動吸煙者一年纍計輻射。 |
| 1.5             | 日本人一年纍計所受自然輻射。 |
| 1.5             | 腰椎X射線照相 |
| 1.5             | 胸部低剂量CT筛查 |
| 2.0             | 從事輻射相關工作的婦女從被告知懷孕到臨產腹部表面所受人工放射劑量極限。 |
| 2.0             | 1次头部CT檢查 |
| 2.4             | 地球人平均一年纍計所受輻射（宇宙射線0.4，大地0.5，氡1.2，食物0.3） |
| 2.5-4           | 一次胃部X射線鋇餐透視的劑量。 |
| 5               | 從事輻射相關的婦女工作者一年纍計所受輻射法定極限。 |
| 6               | 上消化道X射線檢查 |
| 6.9             | 1次胸部CT檢查 |
| 7.1             | 做一次X射線胸部透視的劑量。 |
| 8               | 下消化道X射線檢查 |
| 10              | 日本原子力安全委員會所制定「室内避難」的輻射劑量。 |
| 10              | 一次腹腔骨盆CT检查 |
| 10 - 20         | 全身CT检查 |
| 13 - 60         | 1天平均吸1.5盒（30支）紙煙者一年纍計。 |
| 20              | 放射性职业工作者一年累积全身受职业照射的上限（ICRP推荐） |
| 50              | 從事輻射相關工作者（非女性）一年纍計所受輻射舊標准規定的上限。 日本原子力安全委員會所制定「避難」的輻射劑量。 自衛隊員，消防員，警察（婦女除外）一年纍計所受輻射法定極限。 |
| 100             | 已證明對人體健康明顯有害的輻射劑量極限 從事輻射相關工作者（非女性）五年纍計所受輻射法定極限。 從事輻射相關工作者（非女性）在緊急狀況下從事一次作業所受輻射法定極限。       |
| 250             | 福島第一核電站事故現場人員暫定輻射劑量上限。 白血球減少。 |
| 500             | 淋巴球減少。 國際放射防護委員会規定除人命救援外所能承受的輻射極限。 |
| 500             | 放射性职业工作者一年累积局部（如皮肤、手、足）受职业照射的上限（ICRP推荐）                                                                                                 |
| 1,000           | 出現被輻射症狀。噁心，嘔吐。水晶體渾濁。 |
| 2,000           | 細胞組織遭破壞，内部出血，脫毛脫髮。死亡率5%。 |
| 3,000 - 5,000   | 死亡率50%（局部被輻射時3,000 :脫毛脫髮、4,000 :失去生育能力、5,000 : 白内障、皮膚出現紅斑）。                                                                              |
| 7,000 - 10,000  | 死亡率99%。 |
| 10,001以上      | 死亡率99.9% |
| 50,000          | 死亡率100% |

## 外部連結
- （繁體中文）行政院原子能委員會輻射偵測中心
- （简体中文）轉換到其他單位希沃特等效剂量 （页面存档备份，存于）